# さいたま市長
さいたま市長（さいたましちょう）は、さいたま市の首長たる特別職の地方公務員。現在の市長は、清水勇人。

## 現職
- 市長 - 清水 勇人（）

2009年（平成21年）5月24日初当選、5月27日就任。
現在5期目で、任期満了日は2029年（令和11年）5月26日。
- 副市長 - 日野 徹（）

2016年（平成28年）6月17日選任、6月30日就任。
- 副市長 - 高橋 篤（）

2017年（平成29年）10月20日選任、10月23日就任。
- 副市長 - 阪口 進一（）

2019年（令和元年）6月28日選任、7月1日就任。

## 歴代市長
さいたま市は、第二次世界大戦後の完全普通選挙時代の到来以降に成立（2001年〈平成13年〉5月1日）した地方公共団体である。従って、さいたま市長は公選によって選出されている（2001年〈平成13年〉5月27日に第1回市長選挙を執行）ため、官選によって選出された市長は存在しない。
首長の代数（歴代）の数え方は何種類もあるが、本節では a, b を添える形で書き分けながら解説する。表示欄では「代a」「代b」という名で2種類を記載した。a は就任のあるたびにカウントする方式に基づく代数（就任代）であり、b は同一人物による連続就任をカウントしない方式に基づく代数（人数代）である。さいたま市は a の方式を採っているが（他の例：八王子市、弘前市、浜松市）、b の方式を採る自治体も多く（例：京都市、大垣市）、a と b の違いを認識しないまま単純に比較すると誤解が生まれる。なお、返り咲きがあろうとも同一人物を1カウントとする方式もあるが、現在のところ、さいたま市は該当していない。
| 代a         | 代b         | 氏名        | 就任年月日                | 退任年月日                | 備考 |
| 公 選 市 長 | 公 選 市 長 | 公 選 市 長 | 公 選 市 長               | 公 選 市 長               | 公 選 市 長 |
| ----------- | ----------- | ----------- | ------------------------- | ------------------------- | --- |
| －          | －          | 井原 勇     | 2001年（平成13年）5月1日  | 2001年（平成13年）5月27日 | 合体合併（新設合併）によるさいたま市の発足に伴い、合併前の自治体の一つである与野市の市長を5期在任 した井原が、失職による退任と同時にさいたま市の市長職務執行者となる。 |
| 1           | 1           | 相川 宗一   | 2001年（平成13年）5月27日 | 2005年（平成17年）5月26日 | 2001年（平成13年）5月27日、初当選。さいたま市の発足前の自治体の一つである浦和市の市長を3期在任 したが、失職による退任後、同じく大宮市の市長を3期在任 して、失職により退任した新藤享弘などと第1回市長選挙を戦い、勝利して即日就任。浦和市長時代から通算4期目となる。1期目4年を満了。 |
| 2           | 1           | 相川 宗一   | 2005年（平成17年）5月27日 | 2009年（平成21年）5月26日 | 2005年（平成17年）5月15日、再選。2期目4年を満了。3選を目指すも落選。事由の一つには、健康面等もさることながら、浦和市長時代から通算5期目を数えており、さいたま市長に3選となれば通算で6選となるため、多選との批判があった。                                                           |
| 3           | 2           | 清水 勇人   | 2009年（平成21年）5月27日 | 2013年（平成25年）5月26日 | 埼玉県議を2期途中で辞任して、2009年（平成25年）5月24日、初当選。1期目4年を満了。 |
| 4           | 2           | 清水 勇人   | 2013年（平成25年）5月27日 | 2017年（平成29年）5月26日 | 2013年（平成25年）5月19日、再選。2期目4年を満了。 |
| 5           | 2           | 清水 勇人   | 2017年（平成25年）5月27日 | 2021年（令和3年）5月26日  | 2017年（平成25年）5月19日、3選。3期目4年を満了。 |
| 6           | 2           | 清水 勇人   | 2021年（令和3年）5月27日  | 2025年（令和7年）5月26日  | 2021年（令和3年）5月23日、4選。4期目4年を満了。 |
| 7           | 2           | 清水 勇人   | 2025年（令和7年）5月27日  | （ 現 職 ）               | 2025年（令和7年）5月25日、5選。現在5期目で、任期満了日は2029年（令和11年）5月26日。 |

## 過去の市長選挙

### 2021年
※当日有権者数：1,077,091人 最終投票率：28.7%（前回比：-2.74pts）
| 候補者名 | 年齢 | 所属党派 | 新旧別 | 得票数    | 得票率 | 推薦・支持           |
| -------- | ---- | -------- | ------ | --------- | ------ | -------------------- |
| 清水勇人 | 59   | 無所属   | 現     | 216,768票 | 71.50% | 公明党埼玉県本部支持 |
| 前島英男 | 68   | 無所属   | 新     | 86,404票  | 28.50% | 日本共産党支持       |

### 2017年
| 当落 | 得票数  | 候補者   | 党派   | 市長歴 |
| ---- | ------- | -------- | ------ | ------ |
| 当   | 203,953 | 清水勇人 | 無所属 | 現     |
|      | 63,200  | 中森福代 | 無所属 | 新     |
|      | 53,971  | 前島英男 | 無所属 | 新     |

### 2013年
| 当落 | 得票数  | 候補者   | 党派   | 市長歴 |
| ---- | ------- | -------- | ------ | ------ |
| 当   | 171,876 | 清水勇人 | 無所属 | 現     |
|      | 118,362 | 長沼威   | 無所属 | 新     |
|      | 53,513  | 吉田一郎 | 無所属 | 新     |
|      | 24,834  | 大石豊   | 無所属 | 新     |

### 2009年
| 当落 | 得票数  | 候補者     | 党派   | 市長歴 |
| ---- | ------- | ---------- | ------ | ------ |
| 当   | 155,966 | 清水勇人   | 無所属 | 新     |
|      | 98,816  | 相川宗一   | 無所属 | 現     |
|      | 62,991  | 中森福代   | 無所属 | 新     |
|      | 32,249  | 日下部伸三 | 無所属 | 新     |
|      | 27,448  | 松下裕     | 無所属 | 新     |
|      | 26,397  | 高橋秀明   | 無所属 | 新     |

### 2005年
| 当落 | 得票数  | 候補者   | 党派   | 市長歴 |
| ---- | ------- | -------- | ------ | ------ |
| 当   | 135,553 | 相川宗一 | 無所属 | 現     |
|      | 121,735 | 中森福代 | 無所属 | 新     |
|      | 63,880  | 沼田道孝 | 無所属 | 新     |

### 2001年
| 当落 | 得票数  | 候補者   | 党派   | 市長歴 |
| ---- | ------- | -------- | ------ | ------ |
| 当   | 131,822 | 相川宗一 | 無所属 | 新     |
|      | 109,552 | 新藤享弘 | 無所属 | 新     |
|      | 49,505  | 岡真智子 | 無所属 | 新     |
|      | 39,323  | 高橋秀明 | 無所属 | 新     |
|      | 21,662  | 沼田道孝 | 無所属 | 新     |
|      | 8,647   | 高瀬広子 | 無所属 | 新     |
|      | 3,377   | 吉田一郎 | 無所属 | 新     |
|      | 2,015   | 山口節生 | 無所属 | 新     |